# Мартино, Мари
Мари Мартино (фр. Marie Martinod; род. 20 июля 1984 года в Бур-Сен-Морисе, Франция) — французская фристайлистка, специализирующаяся в дисциплине хафпайп. Двукратный серебряный призёр зимних Олимпийских игр в хафпайпе.
Впервые выступила международной арене в розыгрыше Кубка мира по фристайлу сезона 2003—2004 годов, приняла участие лишь в трёх этапах, при этом выиграла Кубок мира в дисциплине хафпайп, и заняла второе место в общем зачете Кубка мира среди всех женских фристайл-дисциплин. В 2006 году выигрывает бронзовую медаль на соревнованиях X Games. В 2013 году становится победительницей X Games. В 2014 году выигрывает серебряную Олимпийскую награду, с результатом 85.40 бала.